# Іван Карнаух
Іван Карнаух (1747,Зінків — ?) запорозький козак, поет, письменник, вчитель музики січової школи і співець січової церкви. Був репресований російською владою у 1775 році через розповсюдження пісні «про знищення Січі», на думку дослідників був її автором. Про хід розслідування були повідомлені (рапортами) Петро Текелі та Григорій Потьомкін.

## Біографія
Народився в містечку Зінків (зараз село), в родині заможного козака Нестора Матвієнка. У 1768 році, у віці 21-го року Іван вирушив на Січ, де потрапив у Поповицький курінь. Саме у ньому він імовірно отримав своє прізвисько — Карнаух, але після цього він не став навчатися військовій справі (в цей час розпочинається війна з турками), також він не займався рибальством на заводах (сапетнях) чи то розведення худоби по зимівниках.
Освоївшись на Січі Карнаух починає співати в хорі церкви Січі (Покрови Пресвятої Богородиці), при цьому мешкаючи при січовій школі, там він навчав школярів музиці. Влітку 1773 року Карнаух з дозволу кошового Петра Калнишевського отримує із канцелярії паспорт та виїжджає до Зінків для того щоб одружитися.
З 1773 року вже одружений козак Карнаух жив з дружиною у рідному містечку, аж поки 22 червня 1775 року (згідно з показами жандармам) на ярмарку в Зінькові він (нібито) зустрічає місцевого ж козака Романа Клименка. Той йому показав текст козацької пісні, який він витягнув у себе із пазухи.
Вже через два дні, 24 червня 1775 рік Іван Карнаух вирушив у дорогу до колишньої Січі у особистих справах. Він взяв з собою текст пісні і сховав в одязі, по приїзді Іван відразу ж вирушив до свого рідного брата, теж запорожця Максима Писаного. Карнаух поділився списком (тестом) пісні з братом, а той вже поділився із знайомими козаками.

## Розслідування
Чутки про те що козаки цьогоріч  ліквідованої Січі співають пісню про «знищення Січі» дійшли до російської влади. Почалося розслідування з метою запобігання розповсюдження пісні і покарання винних. 30 жовтня 1775 року до президента Військової колегії, а також головного командира Азовської і Новоросійської губерній (нещодавно створених російською владою на українських землях, фактично території Війська Запорозького Низового), прийшов рапорт особисто генерала-поручика Петра Текелія і копії протоколу допитів. Було виявлено, що серед колишніх козаків січі почали розповсюджуватися у текстах «пасквильная и бунтовная песня о разрушении Сечи». Був знайдений поширювач, 28-річний колишній запорожець, а на день арешту — козака Гадяцького полку, що був з містечка Зиньківці (ним був Іван Карнаух), було допитано і доправлено до Малоросійської колегії
. Подальша доля козака Івана Карнауха на жаль невідома, можна припустити що після такого серйозного розслідування і рапорту про нього Потьомкіну Карнаух був засланий до Сибіру.
Більшість дослідників цієї теми вважають що Іван Карнаух і був автором пісні «про знищення Січі», хоча на допиті для меншого покарання змушений був спростовувати це придумуючи як текст пісні до нього «потрапив». Питання про те, яка ж саме з відомих нам нині пісень про зруйнування Січі, стала предметом спеціального цілеспрямованого розгляду російських можновладців вже в перші місяці після ліквідації Січі, залишається невирішеним, оскільки на жаль її текст не було додано до протоколу допиту обвинуваченого. Певний натяк у рапорті Петра Текелія що був направлений Григорія Потьомкіну про те, що пісня "о разрушении Сечи", може бути як квінтесенцією тексту пісні в цілому, так і прямим (чи дещо зміненим) цитуванням її фрагменту. У першому разі на роль «пісні» можуть претендувати близько десятка історичних пісень, у другому ж найбільш імовірною кандидатурою виглядає ранній варіант пісні «Ой, Боже наш милостивий, помилуй нас з неба».